# Želmanovce
Želmanovce é um município da Eslováquia, situado no distrito de Svidník, na região de Prešov. Tem 4,65 km² de área e sua população em 2018 foi estimada em 331 habitantes.

## Demografia
| Ano:        | 1994 | 2004    | 2014   | 2024   |
| ----------- | ---- | ------- | ------ | ------ |
| Broj ljudi: | 304  | 343     | 337    | 308    |
| Razlika:    |      | +12,82% | -1,74% | -8,60% |

| Ano:               | 2023 | 2024   |
| ------------------ | ---- | ------ |
| Número de pessoas: | 310  | 308    |
| Diferença:         |      | -0,64% |